# La Biga i la Busca
La Biga i la Busca foren dos bàndols polítics en què es dividiren els habitants de la ciutat de Barcelona al segle xv.
A Barcelona, la crisi econòmica mediterrània cap a 1425 requeria l'aplicació de mesures proteccionistes, però per aplicar-les calia vèncer la resistència de l'oligarquia urbana (ciutadans honrats). Les protestes i motins se succeïren, cosa que donà lloc a una sèrie de canvis i reformes (1436). Els mercaders i menestrals proposaren una sèrie de mesures: devaluació monetària, prohibició d'importació de productes, millora de la producció tèxtil, impostos a estrangers. Els ciutadans honrats proposaren mesures més limitades: treballs públics per atenuar l'atur, etc.
La intransigència d'aquests últims i la seva resistència al canvi van precipitar la crisi econòmica i van dividir els barcelonins, a partir de 1450, en dos grups clarament diferenciats: la Biga i la Busca.
- La Biga, en analogia amb la peça de fusta que aguanta un edifici —la ciutat—, estava integrada per la majoria dels ciutadans honrats i alguns mercaders. Es considera que actuava i vivia com un grup nobiliari: tenien terres, castells i drets senyorials i vivien de les rendes. Tenia el control del poder municipal i s'oposava als sectors vinculats a l'economia productiva.

- La Busca —l'estella, en oposició a la Biga— era el partit dels menestrals, mercaders i artesans que aspiraven a controlar el govern municipal per fer complir els privilegis, llibertats i costums de Barcelona. Volien la devaluació monetària i mesures proteccionistes.

Entre la Busca i la Biga, Alfons el Magnànim va mantenir una postura ambigua, ja que, d'una banda, necessitava diners, i els acceptà tant de buscaires com de bigaires; i, d'altra banda, aspirava, com els altres reis del segle xv, a imposar la seva autoritat sobre les Corts i la noblesa.
Tal com estava conformat el sistema d'elecció als càrrecs municipals, resultava impossible l'accés als membres de la Busca si no hi havia una intervenció reial.
Alfons el Magnànim era conscient de la coincidència d'interessos amb els buscaires a compartir el mateix enemic conjuntural: l'oligarquia urbana, oposada tant a les pretensions preeminents de la monarquia com a la política reformista dels buscaires.
Des de Nàpols, Alfons el Magnànim encarregà la resolució del conflicte als seus lloctinents generals, primer la reina Maria i després Galceran de Requesens. Els buscaires s'agruparen en el Sindicat dels Tres Estaments en 1452. Però tot i que els buscaires estaven organitzats, continuaven sense accés al poder municipal.
El 30 de novembre de 1453, data en què el Consell de Barcelona havia de renovar la conselleria, el lloctinent general Requesens va suspendre les eleccions a consellers i va nomenar una nova conselleria buscaire en una acció que avui es consideraria un cop d'estat. Amb aquest canvi polític, s'implantaren les mesures tradicionalment reivindicades pels buscaires: mesures proteccionistes de la producció pròpia, defensa del comerç marítim (acta de navegació de 24 d'agost de 1453), devaluació de la moneda (decretada el 4 de gener de 1454), sanejament de l'administració municipal (rebaixa dels sous dels funcionaris i investigació de fraus i corrupció dels bigaires), tot amb l'objectiu d'afavorir els productes propis enfront dels importats.
Una representant de la Generalitat de Catalunya, dominada per la Biga, viatjà a Nàpols a protestar davant el rei. Per donar una cobertura legal adient, Alfons el Magnànim va concedir un nou privilegi de regulació de la ciutat (1455) que repartia d'una manera fixa la composició dels òrgans de govern municipal entre els diversos estaments. Els jurats del Consell de Cent, que sempre serien 128, es repartien en quatre grups de 32, cadascun format per membres d'un estament (ciutadans honrats, mercaders, artistes i menestrals). El Trentenari, format per 32 membres, es dividia en quatre grups de vuit, un per cada estament. Finalment, el poder executiu dels consellers es distribuïa de la manera següent: el conseller en cap i el conseller segon, pels ciutadans honrats; el conseller tercer, pels mercaders; el quart, pels artistes; i el cinquè, pels menestrals.
Malgrat tot, el programa de canvis buscaire no va tenir èxit a causa de l'oposició aferrissada de la Biga i a la preeminència que s'havia donat en el repartiment de càrrecs als consellers de la Biga respecte als de la Busca. A més, la Biga aconseguí el suport de l'oligarquia rural i la noblesa laica que havien estat perjudicats pel fet remença, reforçant-se per plantar cara a la monarquia que havia desafiat els seus privilegis. El fracàs d'algunes polítiques reformistes feu que la Biga havia reconquerit el control de Barcelona poc abans d'esclatar la guerra civil catalana. En acabar el conflicte (1472), la Capitulació de Pedralbes no castigà als instigadors per tal de tenir una pau perdurable, amb la qual cosa la Biga continuà al govern municipal. Fou Ferran II, més endavant, qui inicià la reforma del Consell de Cent.